# Urokinază
Urokinaza sau activatorul plasminogenului de tip urokinază (uPA) este o serin protează prezentă la animale și la om. Urokinaza umana a fost descoperită de McFarlane și Pilling în 1947. Urokinaza a fost izolată inițial din urină, dar este prezentă și în sânge și în matrixul extracelular al multor țesuturi. Principalul substrat fiziologic este plasminogenul, care este forma inactivă a plasminei. Activarea plasminei pornește cascada preoteolitică ce participă în tromboliză. Acest proces este implicat în patologiile vasculare și în progresia cancerelor.